# Top-of-the-World (Arizona)
Top-of-the-World est une census-designated place des comtés de Gila et de Pinal, dans l'État de l'Arizona, aux États-Unis. En 2020, elle compte une population de 189 habitants.